# Hora feliz

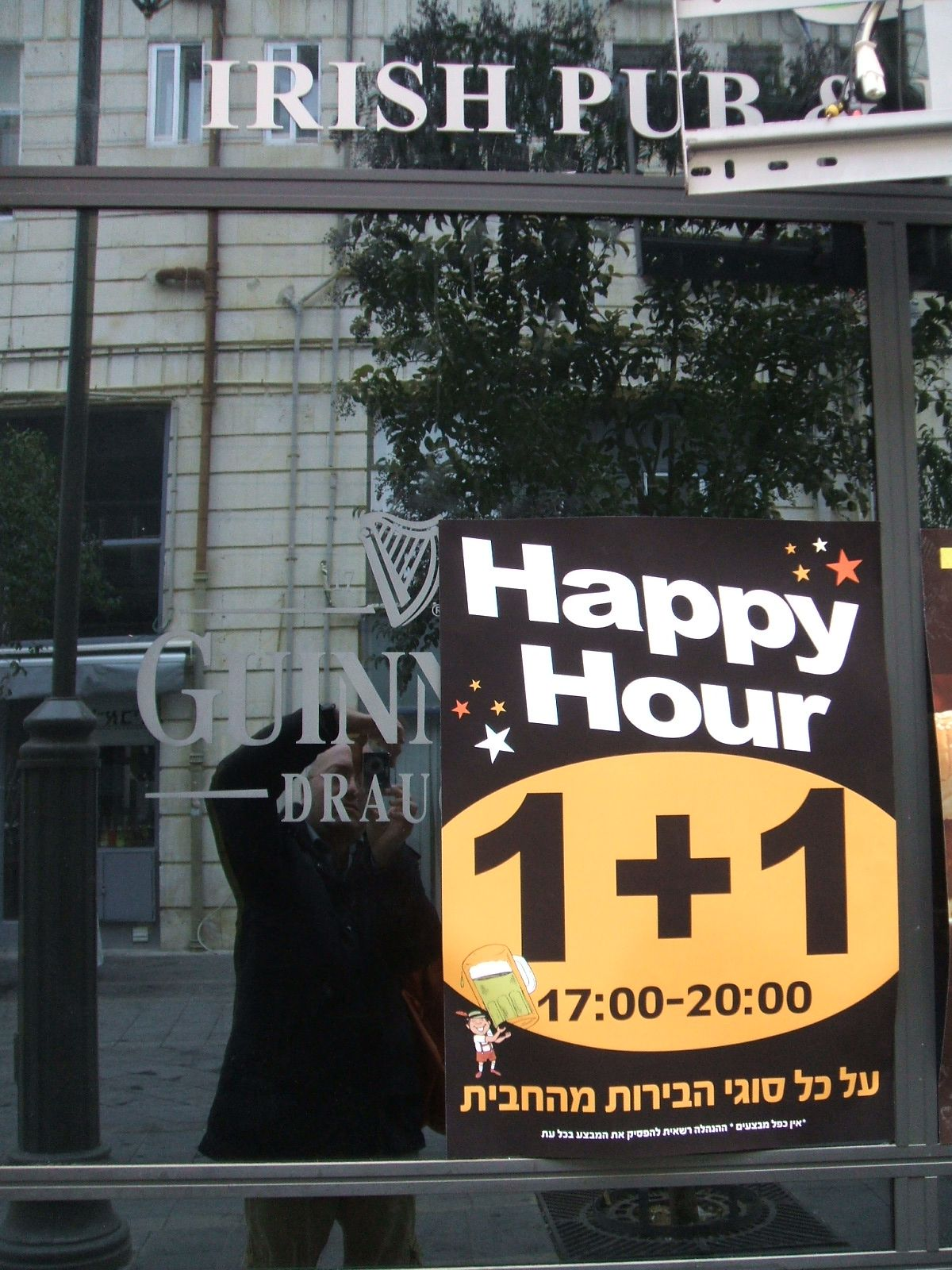
Happy hour, (Rusia).

La hora feliz, también conocida por la expresión inglesa happy hour, es una estrategia de marketing por parte de algunos bares, pubs y discotecas de varios países del mundo, en el que se ofrecen bebidas durante momentos concretos a un precio más barato.

## Historia
La primera referencia que se tiene de una hora feliz en bares aparece en los periódicos de 4 de julio de 1961.